# Malaja Kuberle
La Malaja Kuberle (in russo Малая Куберле?) o Kuberle è un fiume della Russia europea, affluente di sinistra del Sal. Scorre nei rajon Orlovskij e Zimovnikovskij dell'oblast' di Rostov.
Il fiume ha la sua sorgente sul versante settentrionale delle alture Sal'sko-Manyč e scorre in direzione nord-occidentale, parallela al corso della Bol'šaja Kuberle; attraversa il villaggio di Zimovniki e sfocia nel Sal a 328 km dalla foce. Ha una lunghezza di 152 km; l'area del suo bacino è di 1460 km². Il maggior affluente, proveniente dalla sinistra idrografica è la Dvoinaja (lungo 73 km).